# Eucalosphaera elegans
Espèce
Synonymes
- Cryptarcha elegans Grouvelle, 1897
- Calosphaera elegans Jelinek, 1974[2]

Eucalosphaera elegans est une espèce d'insectes coléoptères de la famille des Nitidulidae, de la sous-famille des Cryptarchinae et de la tribu des Eucalosphaerini. Elle est trouvée dans l'état de Perak en Malaisie.